# Bradypterus bangwaensis
El zarzalero del Bangwa (Bradypterus bangwaensis) es una especie de ave paseriforme de la familia Locustellidae endémica de las montañas entre Camerún y Nigeria.

## Distribución y hábitat
Se encuentra únicamente en las montañas y altiplanos situados entre Camerún y Nigeria. Su hábitat natural son los bosques húmedos tropicales de montaña.